# Tomizm transcendentalizujący
Tomizm transcendentalizujący – rozwijana głównie w Niemczech odmiana neotomizmu nawiązująca do kantyzmu i fenomenologii Heideggera. Główni reprezentanci to Emerich Coreth, Karl Rahner, J.B. Lotz, B. Lonergan, O. Muck, a w Polsce: Karol Wojtyła, Antoni B. Stępień, Marian Jaworski.